# Бофорт, Джон, 1-й герцог Сомерсет
Джон Бофорт (англ. John Beaufort; до 25 марта 1404 — 27 мая 1444) — 3-й граф Сомерсет с 1418, 1-й герцог Сомерсет и 1-й граф Кендал с 1433, английский военачальник во время Столетней войны, рыцарь ордена Подвязки, второй сын Джона Бофорта, 1-го графа Сомерсета, и Маргарет Холланд, дочери Томаса Холланда, 2-го графа Кента, и Алис Фицалан.

## Биография
Джон родился около 1404 года и был вторым из шести детей Джона Бофорта, 1-го графа Сомерсета, и Маргарет Холланд. Он происходил из знатного рода Бофортов и был потомком короля Эдуарда III и племянником короля Англии Генриха IV. Точная дата рождения неизвестна, установлено только, что Генри был крещён 25 марта 1404 года. Вероятно, что он родился незадолго до этого.
В 1418 году умер старший брат Джона, Генри Бофорт, 2-й граф Сомерсет. Поскольку детей он не оставил, то его наследником стал следующий по старшинству брат — Джон. Однако до 1438 года его владениями в качестве регента управляла мать.
Он довольно рано стал принимать участие в сражениях. В 1419 году Джон отправился во Францию, где король Англии Генрих V воевал против французов, возобновив Столетнюю войну. В 1421 году в составе армии своего отчима, Томаса Ланкастера, герцога Кларенса, Джон участвовал в сражениях в Анжу. 21 марта Джон участвовал в битве при Боже, проигранной англичанами, причём герцог Кларенс был убит, а сам Джон вместе с младшим братом попал в плен.
В плену Джон пробыл до 1438 года. После освобождения он, как близкий родственник короля Генриха VI, стал одним из главных командиров английской армии во Франции, однако он проявил себя как плохой полководец. В этот период англичане потеряли много завоеванных французских земель. В 1439 году Джон стал рыцарем ордена Подвязки. В этом же году Джон женился на Маргарет Бошан из Блетсо, вдове сира Оливера Сент-Джона. От этого брака родилась Маргарет Бофорт — мать короля Англии Генриха VII.
В 1443 году Джон претендовал на пост регента Франции, но ему предпочли герцога Йоркского. Но в апреле Джон объявил себя капитан-генералом в Гиени. В августе Джон совершил поход в Бретань, а также получил титулы герцога Сомерсета и графа Кендала. После этого он вернулся в Англию.
Джон умер 27 мая 1444 года. Существует гипотеза, что он покончил жизнь самоубийством.

## Брак и дети
Жена: с 1439 Маргарет Бошан из Блетсо (ок. 1410 — 8 августа 1482), дочь Джона Бошана из Блетсо и Эдит Стауртон, вдова сира Оливера Сент-Джона. Дети:
- Маргарет Бофорт (31 мая 1443 — 29 июня 1509); 1-й муж: с 28 января/7 февраля 1450 Джон де Ла Поль (27 сентября 1442 — 29 октября 1491/27 октября 1492), 2-й герцог Саффолк (аннулирован в 1452); 2-й муж: с 1 ноября 1455 Эдмунд Тюдор (около 1430 — 1 ноября 1456), 1-й граф Ричмонд; 3-й муж: с ок. 1462 сир Генри Стаффорд (ок. 1425 — 4 октября 1471); 4-й муж: до октября 1473 Томас Стенли (1435 — 29 июля 1504), 1-й граф Дерби, король острова Мэн.

После смерти Джона Маргарет Бошан вышла замуж третий раз — за сира Лайонеля Уэллеса.
Также у Джона Бофорта известно двое незаконнорождённых детей от неизвестной любовницы:
- Джон (ум. после 1452), бастард Сомерсет
- Томазина (Джакинда) (ок. 1434 — после 1469); муж: ранее 6 октября 1447 сир Реджинальд Грей (ум. 22 февраля 1493/1494), 7-й барон Грей из Уилтона